# 兰格勒维尔
兰格勒维尔（法語：Lingreville，法語發音：[lɛ̃ɡʁəvil]）是法国芒什省的一个市镇，属于库唐斯区。

## 地理
兰格勒维尔（48°57'2"N, 1°31'37"W）面积9.04 平方千米，位于法国诺曼底大区芒什省，该省份为法国西北部沿海省份，西、北、东北三面环大西洋，东起顺时针与卡爾瓦多斯省、奧恩省、马耶讷省和伊勒-维莱讷省接壤。
与兰格勒维尔接壤的市镇（或旧市镇、城区）包括：阿诺维尔、滨海布里克维尔、滨海米讷维尔、谢讷河畔凯特勒维尔、谢讷河畔凯特勒维尔。

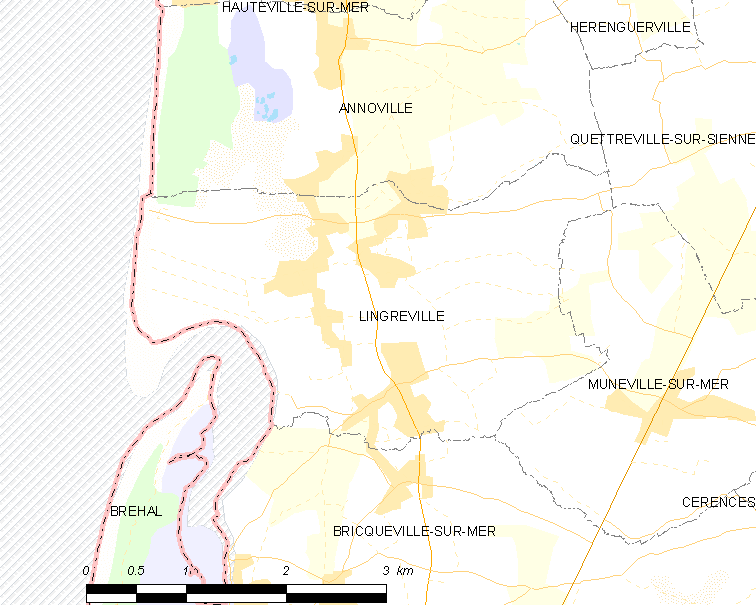
兰格勒维尔的OSM定位图

兰格勒维尔的时区为UTC+01:00、UTC+02:00（夏令时）。

## 行政
兰格勒维尔的邮政编码为50660，INSEE市镇编码为50272。

## 政治
兰格勒维尔所属的省级选区为谢讷河畔凯特勒维尔县。

## 人口

1962-2008年间兰格勒维尔人口变化图示

兰格勒维尔于2019年1月1日时的人口数量为1019人。